# L'Alerte Ambler
Pour les articles homonymes, voir Alerte et Alerte Amber.
L'Alerte Ambler (titre original : The Ambler Warning) est un roman d'espionnage de l'écrivain américain Robert Ludlum publié à titre posthume en 2005 aux États-Unis. 
Le roman traduit en français paraît en 2007.

## Résumé
Hal Ambler est un ancien membre de l'unité de stabilisation politique, une unité d'élite des Opérations consulaires, une branche secrète du département d'État des États-Unis (le ministère des Affaires étrangères américain). Il est enfermé à Parrish Island, un centre psychiatrique top secret où sont enfermés les espions devenus fous.
Mais il n'est pas fou. Pourtant lorsqu'il réussit à s'échapper, il ne reconnaît plus son visage et sa vie parait avoir été effacée. 